# Marcin Tomasz Ziółkowski
Marcin Tomasz Ziółkowski – polski psychiatra, doktor habilitowany nauk medycznych.

## Życiorys
Jest absolwentem Akademii Medycznej w Poznaniu, w 1991 r. obronił pracę doktorską, w 2000 r. otrzymał stopień doktora habilitowanego. W 2011 r. uzyskał tytuł profesora nadzwyczajnego.
Pracuje na Uniwersytecie Mikołaja Kopernika w Toruniu.